# Hermann Mendel
Hermann Mendel, född den 6 augusti 1834 i Halle, död den 26 oktober 1876 i Berlin, var en tysk musikskriftställare.
Mendel förestod 1862–1868 en egen musikhandel i Berlin och var trägen medarbetare i Echo, Tonhalle samt särskilt Deutsche Musikzeitung, som han redigerade från dess grundläggande (1870) till sin död. I övrigt gjorde han sig känd genom biografier över Otto Nicolai och Meyerbeer samt framför allt genom ett stort Musikalisches Konversationslexikon, som påbörjades av honom 1870 och efter hans död fortsattes och avslutades (1883) av August Reissmann. 